# Pereus
Dans la mythologie grecque, Pereus (grec ancien: Περέος) était un prince d'Arcadie, fils du roi Élatos et de Laodice, fille du roi de Cinyras ou d'Élatos et d'Hippea. Il avait quatre frères, Stymphalus, Aepytus, Ischys et Cyllen. Pereus n'avait pas de fils, seulement une fille, Néère qui épousa Autolycos, fils de Dédalion.